# Люблінець
Люблінець (пол. Lubliniec, нім. Lublinitz) — місто в південній Польщі.
Адміністративний центр Люблінецького повіту Сілезького воєводства.

## Демографія
Демографічна структура станом на 31 березня 2011 року:
|          | Загалом | Допрацездатний вік | Працездатний вік | Постпрацездатний вік |
| -------- | ------- | ------------------ | ---------------- | -------------------- |
| Чоловіки | 11969   | 2221               | 8444             | 1304                 |
| Жінки    | 12425   | 2075               | 7533             | 2817                 |
| Разом    | 24394   | 4296               | 15977            | 4121                 |

## Мережні ресурси
- Lubliniec // Słownik geograficzny Królestwa Polskiego. — Warszawa : Druk «Wieku», 1884. — Т. V. — S. 436. (пол.)

| Польща | Це незавершена стаття з географії Польщі. Ви можете допомогти проєкту, виправивши або дописавши її. |